# Locomotiva FS 902
Le locomotive a vapore Gruppo 902 erano un gruppo di locomotive costruite per la Rete Sicula dove avevano ricevuta la numerazione RS 201-213 che le Ferrovie dello Stato immatricolarono poi nel gruppo 902.

## Storia
Le 12 locomotive del gruppo vennero acquisite dalle FS e immatricolate come gruppo 902 dopo il riscatto della Rete Sicula, avvenuto in seguito alla unificazione e nazionalizzazione delle ferrovie a partire dal 1906. Erano state commissionate, intorno al 1885, dalla Società per le Strade Ferrate della Sicilia alla famosa fabbrica tedesca di locomotive Henschel & Sohn di Cassel per i servizi ferroviari di una certa importanza, dato il parco macchine carente ereditato dalla cessata Società Vittorio Emanuele, anche in virtu' del fatto che la detta fabbrica era stata già fornitrice di numerose locomotive. 
Le macchine, che vennero consegnate tra il 1886 e il 1887, erano state previste come multiruolo, adatte cioè sia ai servizi viaggiatori che ai servizi merci.

## Caratteristiche tecniche
Le locomotive 902.xxx erano delle locotender a tre assi motori accoppiati ed uno portante anteriore, a 2 cilindri esterni, a vapore saturo e a semplice espansione nella configurazione tecnica classica di sicuro e collaudato funzionamento. 
Avevano un peso in servizio di 52.800 kg, con scorte di 5.900 litri d'acqua e 1.500 kg di carbone. Le casse d'acqua erano poste ai lati della caldaia ed erano lunghe fino alla camera a fumo. Ciò consentiva una migliore distribuzione del carico sugli assi, che si traduceva in una migliore aderenza. Le locomotive erano prive di freno ad aria compressa, erano dotate di solo freno a mano, così la frenatura del treno veniva realizzata con il controvapore e l'ausilio dei frenatori sui rotabili rimorchiati, una soluzione questa molto diffusa a quel tempo.